# Aune Siimes
Aune Linnea Siimes, född 18 juli 1909 i Värtsilä, död 3 november 1964 i Helsingfors, var en finländsk keramiker.
Siimes studerade 1929–1932 porslinsmålning och keramik vid Centralskolan för konstflit och var från 1932 anställd vid Arabia. Hon arbetade först som handdekoratör men flyttade 1937 till konstavdelningen, där hon började forma unika keramikarbeten. Hon fick sitt internationella genombrott 1945 i Stockholm. Hon belönades med guldmedalj på Milanotriennalen såväl 1951 som 1954.
Aune Siimes finns representerad vid Nationalmuseum i Stockholm.